# Pål Golberg
Pål Golberg,  född 16 juli 1990, är en norsk längdskidåkare som tävlar på världscupsnivå. Han tog sin första världscupseger den 7 december 2013 inför hemmapubliken i Lillehammer där han vann det klassiska loppet över 15 km 
. Han kom även tvåa i Drammen den 5 mars 2014 efter Ola Vigen Hattestad.

## Världscupssegrar

### Individuellt (2)
| Datum           | Land    | Ort         | Disciplin            |
| --------------- | ------- | ----------- | -------------------- |
| 7 december 2013 | Norge   | Lillehammer | 15 km, klassisk stil |
| 1 mars 2014     | Finland | Lahtis      | Sprint, fristil      |